# Liste der Nummer-eins-Hits in der Schweiz (1982)
Dies ist eine Liste der Nummer-eins-Hits in der Schweiz im Jahr 1982. Sie basiert auf den Top 15 Singles der offiziellen Schweizer Hitparade. Es gab in diesem Jahr 15 Nummer-eins-Singles.

## Singles
| ← 1981 ← | Liste der Nummer-eins-Hits in der Schweiz | Liste der Nummer-eins-Hits in der Schweiz    | Liste der Nummer-eins-Hits in der Schweiz                                                                              | 1983 →                    |
| \| Zeitraum \| Wo. ges. \| Interpret \| Titel Autor(en) \| Zusätzliche Informationen \| \| (Zeitraum, Wochen auf Platz eins, Interpret, Titel, Autor[en], zusätzliche Informationen) \| \| \| \| \| \| ----------------------------------------------------------------------------------------- \| -------- \| -------------------------------------------- \| ---------------------------------------------------------------------------------------------------------------------- \| ------------------------- \| \| 27. Dezember 1981 – 30. Januar 1982 5 Wochen \| 5 \| Al Bano & Romina Power \| Sharazan Musik: Antonio Dammico, Ciro Dammicco; Text: Stefano Dammicco, Albano Carrisi, Romina Power \| – \| \| 31. Januar 1982 – 13. Februar 1982 2 Wochen \| 2 \| Kim Wilde \| Cambodia Ricky Wilde, Marty Wilde \| – \| \| 14. Februar 1982 – 20. Februar 1982 1 Woche \| 1 \| Helen Schneider \| Rock’n’Roll Gypsy Gary Stephen Anderson, Peter William Wells, Dallas Leslie Royall, Michael Thomas Cocks, Gordon Leach \| – \| \| 21. Februar 1982 – 27. März 1982 5 Wochen \| 5 \| Shakin’ Stevens \| Oh Julie Michael Barratt \| – \| \| 28. März 1982 – 10. April 1982 2 Wochen \| 2 \| Spider Murphy Gang \| Skandal im Sperrbezirk Günther Sigl \| – \| \| 11. April 1982 – 1. Mai 1982 3 Wochen \| 3 \| Jon & Vangelis \| I’ll Find My Way Home Jon Anderson, Vangelis Papathanasiou \| – \| \| 2. Mai 1982 – 12. Juni 1982 6 Wochen \| 6 \| Nicole \| Ein bißchen Frieden Musik: Ralph Siegel jun.; Text: Bernd Meinunger \| – \| \| 13. Juni 1982 – 17. Juli 1982 5 Wochen \| 5 \| Trio \| Da Da Da Stephan Remmler, Gert Franz Alexander Krawinkel \| – \| \| 18. Juli 1982 – 14. August 1982 4 Wochen \| 4 \| Men at Work \| Down Under Musik: Colin James Hay, Ronald Graham Strykert; Text: Colin James Hay \| – \| \| 15. August 1982 – 25. September 1982 6 Wochen \| 6 \| Steve Miller Band \| Abracadabra Steven Haworth Miller \| – \| \| 26. September 1982 – 2. Oktober 1982 1 Woche \| 1 \| Chicago \| Hard to Say I’m Sorry David Walter Foster, Peter P. Cetera \| – \| \| 3. Oktober 1982 – 16. Oktober 1982 2 Wochen \| 2 \| Frida \| I Know There’s Something Going On Russ Ballard \| – \| \| 17. Oktober 1982 – 27. November 1982 6 Wochen \| 6 \| F. R. David \| Words Robert Fitoussi \| – \| \| 28. November 1982 – 11. Dezember 1982 2 Wochen \| 2 \| Dexys Midnight Runners & The Emerald Express \| Come On Eileen Kevin Antony Rowland, James Mitchell Paterson, Kevin Adams \| – \| \| 12. Dezember 1982 – 15. Januar 1983 5 Wochen (insgesamt 6) \| 6 \| Culture Club \| Do You Really Want to Hurt Me George Alan O’Dowd, Jonathan Aubrey Moss, Roy Ernest Hay, Michael Emile Craig \| – \| |                                           |                                              | |                           |
| ← 1981 |                                           |                                              | | → 1983 →                  |
| Zeitraum | Wo. ges.                                  | Interpret                                    | Titel Autor(en) | Zusätzliche Informationen |
| (Zeitraum, Wochen auf Platz eins, Interpret, Titel, Autor[en], zusätzliche Informationen) |                                           |                                              | |                           |
| 27. Dezember 1981 – 30. Januar 1982 5 Wochen | 5                                         | Al Bano & Romina Power                       | Sharazan Musik: Antonio Dammico, Ciro Dammicco; Text: Stefano Dammicco, Albano Carrisi, Romina Power                   | –                         |
| 31. Januar 1982 – 13. Februar 1982 2 Wochen | 2                                         | Kim Wilde                                    | Cambodia Ricky Wilde, Marty Wilde                                                                                      | –                         |
| 14. Februar 1982 – 20. Februar 1982 1 Woche | 1                                         | Helen Schneider                              | Rock’n’Roll Gypsy Gary Stephen Anderson, Peter William Wells, Dallas Leslie Royall, Michael Thomas Cocks, Gordon Leach | –                         |
| 21. Februar 1982 – 27. März 1982 5 Wochen | 5                                         | Shakin’ Stevens                              | Oh Julie Michael Barratt                                                                                               | –                         |
| 28. März 1982 – 10. April 1982 2 Wochen | 2                                         | Spider Murphy Gang                           | Skandal im Sperrbezirk Günther Sigl                                                                                    | –                         |
| 11. April 1982 – 1. Mai 1982 3 Wochen | 3                                         | Jon & Vangelis                               | I’ll Find My Way Home Jon Anderson, Vangelis Papathanasiou                                                             | –                         |
| 2. Mai 1982 – 12. Juni 1982 6 Wochen | 6                                         | Nicole                                       | Ein bißchen Frieden Musik: Ralph Siegel jun.; Text: Bernd Meinunger                                                    | –                         |
| 13. Juni 1982 – 17. Juli 1982 5 Wochen | 5                                         | Trio                                         | Da Da Da Stephan Remmler, Gert Franz Alexander Krawinkel                                                               | –                         |
| 18. Juli 1982 – 14. August 1982 4 Wochen | 4                                         | Men at Work                                  | Down Under Musik: Colin James Hay, Ronald Graham Strykert; Text: Colin James Hay                                       | –                         |
| 15. August 1982 – 25. September 1982 6 Wochen | 6                                         | Steve Miller Band                            | Abracadabra Steven Haworth Miller                                                                                      | –                         |
| 26. September 1982 – 2. Oktober 1982 1 Woche | 1                                         | Chicago                                      | Hard to Say I’m Sorry David Walter Foster, Peter P. Cetera                                                             | –                         |
| 3. Oktober 1982 – 16. Oktober 1982 2 Wochen | 2                                         | Frida                                        | I Know There’s Something Going On Russ Ballard                                                                         | –                         |
| 17. Oktober 1982 – 27. November 1982 6 Wochen | 6                                         | F. R. David                                  | Words Robert Fitoussi                                                                                                  | –                         |
| 28. November 1982 – 11. Dezember 1982 2 Wochen | 2                                         | Dexys Midnight Runners & The Emerald Express | Come On Eileen Kevin Antony Rowland, James Mitchell Paterson, Kevin Adams                                              | –                         |
| 12. Dezember 1982 – 15. Januar 1983 5 Wochen (insgesamt 6) | 6                                         | Culture Club                                 | Do You Really Want to Hurt Me George Alan O’Dowd, Jonathan Aubrey Moss, Roy Ernest Hay, Michael Emile Craig            | –                         |

## Jahreshitparade
| ← 1981 ← | Liste der Nummer-eins-Hits in der Schweiz                                                    | Liste der Nummer-eins-Hits in der Schweiz | Liste der Nummer-eins-Hits in der Schweiz | 1983 →   |
| \| Position# \| Singles \| \| --------- \| -------------------------------------------------------------------------------------------- \| \| 1 \| Words F. R. David Robert Fitoussi \| \| 2 \| I’ll Find My Way Home Jon & Vangelis Jon Anderson, Vangelis Papathanasiou \| \| 3 \| Da Da Da Trio Stephan Remmler, Gert Franz Alexander Krawinkel \| \| 4 \| Oh Julie Shakin’ Stevens Michael Barratt \| \| 5 \| Hard to Say I’m Sorry Chicago David Walter Foster, Peter P. Cetera \| \| 6 \| Maid of Orleans OMD (Orchestral Manoeuvres in the Dark) Andy McCluskey \| \| 7 \| Down Under Men at Work Musik: Colin James Hay, Ronald Graham Strykert; Text: Colin James Hay \| \| 8 \| Ein bißchen Frieden Nicole Musik: Ralph Siegel jun.; Text: Bernd Meinunger \| \| 9 \| Abracadabra Steve Miller Band Steven Haworth Miller \| \| 10 \| Ebony and Ivory Paul McCartney & Stevie Wonder Paul McCartney \| |                                                                                              |                                           |                                           |          |
| ← 1981 |                                                                                              |                                           |                                           | → 1983 → |
| Position# | Singles                                                                                      |                                           |                                           |          |
| 1 | Words F. R. David Robert Fitoussi                                                            |                                           |                                           |          |
| 2 | I’ll Find My Way Home Jon & Vangelis Jon Anderson, Vangelis Papathanasiou                    |                                           |                                           |          |
| 3 | Da Da Da Trio Stephan Remmler, Gert Franz Alexander Krawinkel                                |                                           |                                           |          |
| 4 | Oh Julie Shakin’ Stevens Michael Barratt                                                     |                                           |                                           |          |
| 5 | Hard to Say I’m Sorry Chicago David Walter Foster, Peter P. Cetera                           |                                           |                                           |          |
| 6 | Maid of Orleans OMD (Orchestral Manoeuvres in the Dark) Andy McCluskey                       |                                           |                                           |          |
| 7 | Down Under Men at Work Musik: Colin James Hay, Ronald Graham Strykert; Text: Colin James Hay |                                           |                                           |          |
| 8 | Ein bißchen Frieden Nicole Musik: Ralph Siegel jun.; Text: Bernd Meinunger                   |                                           |                                           |          |
| 9 | Abracadabra Steve Miller Band Steven Haworth Miller                                          |                                           |                                           |          |
| 10 | Ebony and Ivory Paul McCartney & Stevie Wonder Paul McCartney                                |                                           |                                           |          |